# 리처드 바크
리처드 바크(Richard David Bach, 1936년 6월 23일 ~ )는 미국의 비행사, 작가이다.

## 생애
1957년 공군 하사로 임관한 그는 17년간 공군에 복무하여 중위 계급으로 승진을 하였다. 작가 활동 초기에는 비행기에 관한 작품을 쓰고 있었지만, 1970년에 《갈매기의 꿈》을 발표했다. 이 소설은 출간 당시 대부분 평판이 좋지 않았지만, 1972년 베스트셀러가 되었다. 1974년 공군 중위로 예편하였다.
<환상>, <페렛> 등을 발표했으며 비행과 동물에 관한 소재의 책이 대부분이다. 자신의 한계에 관한 책을 동물과 비행으로 보여주려 했었다.
사실 그의 작품인 《갈매기의 꿈》이 처음에 평판이 나빴던 이유는 성직자들 때문인데 성직자들은 자신의 길을 거스르는 것이 신의 뜻을 어긴다고 생각했기 때문이다.